# Pais da Democracia portuguesa
Os Pais da Democracia portuguesa é o nome pelo qual são conhecidos, entre a sociedade portuguesa, os quatro principais lideres dos quatro maiores partidos em Portugal, durante o pós-25 de abril: Mário Soares (Partido Socialista), Álvaro Cunhal (Partido Comunista Português), Francisco Sá Carneiro (Partido Social-Democrata) e Diogo Freitas do Amaral (Centro Democrático e Social).
| | | | |
| | | | |
| Mário Soares (1924–2017) | Álvaro Cunhal (1913–2005) | Francisco Sá Carneiro (1934–1980) | Diogo Freitas do Amaral (1941–2019) |
| Secretário-geral do Partido Socialista (1973-1986) Ministro dos Negócios Estrangeiros (1974-1975) Ministro sem Pasta (1975) Deputado na Assembleia Constituinte (1975-1976) Primeiro-ministro (1976-1978; 1983-1985) Deputado na Assembleia da República (1978-1983) Presidente da República (1986-1996) Eurodeputado (1999-2004) | Secretário-geral do Partido Comunista Português (1961-1992) Ministro sem Pasta (1974-1975) Deputado na Assembleia Constituinte (1975-1976) Deputado na Assembleia da República (1976-1987) | Deputado na Assembleia Nacional (1969-1973) Secretário-geral do Partido Social Democrata (1974-1975; 1975-1976) Ministro sem Pasta (1974) Ministro Adjunto do Primeiro-ministro (1974) Deputado na Assembleia Constituinte (1975-1976) Presidente do Partido Social Democrata (1976-1977; 1978-1980) Deputado na Assembleia da República (1976-1980) Primeiro-ministro (1980) | Presidente do Centro Democrático Social (1974-1983; 1988-1992) Deputado na Assembleia Constituinte (1975-1976) Deputado na Assembleia da República (1976-1980; 1991-1992) Vice-primeiro-ministro (1980-1981; 1981-1983) Ministro dos Negócios Estrangeiros (1980-1981; 2005-2006) Primeiro-ministro Interino (1980-1981) Ministro da Defesa Nacional (1981-1983) Presidente da Assembleia Geral das Nações Unidas (1995-1996) |